# Eir Macula
L'Eir Macula è una struttura geologica della superficie di Titano.